# Amphoe Kaset Wisai

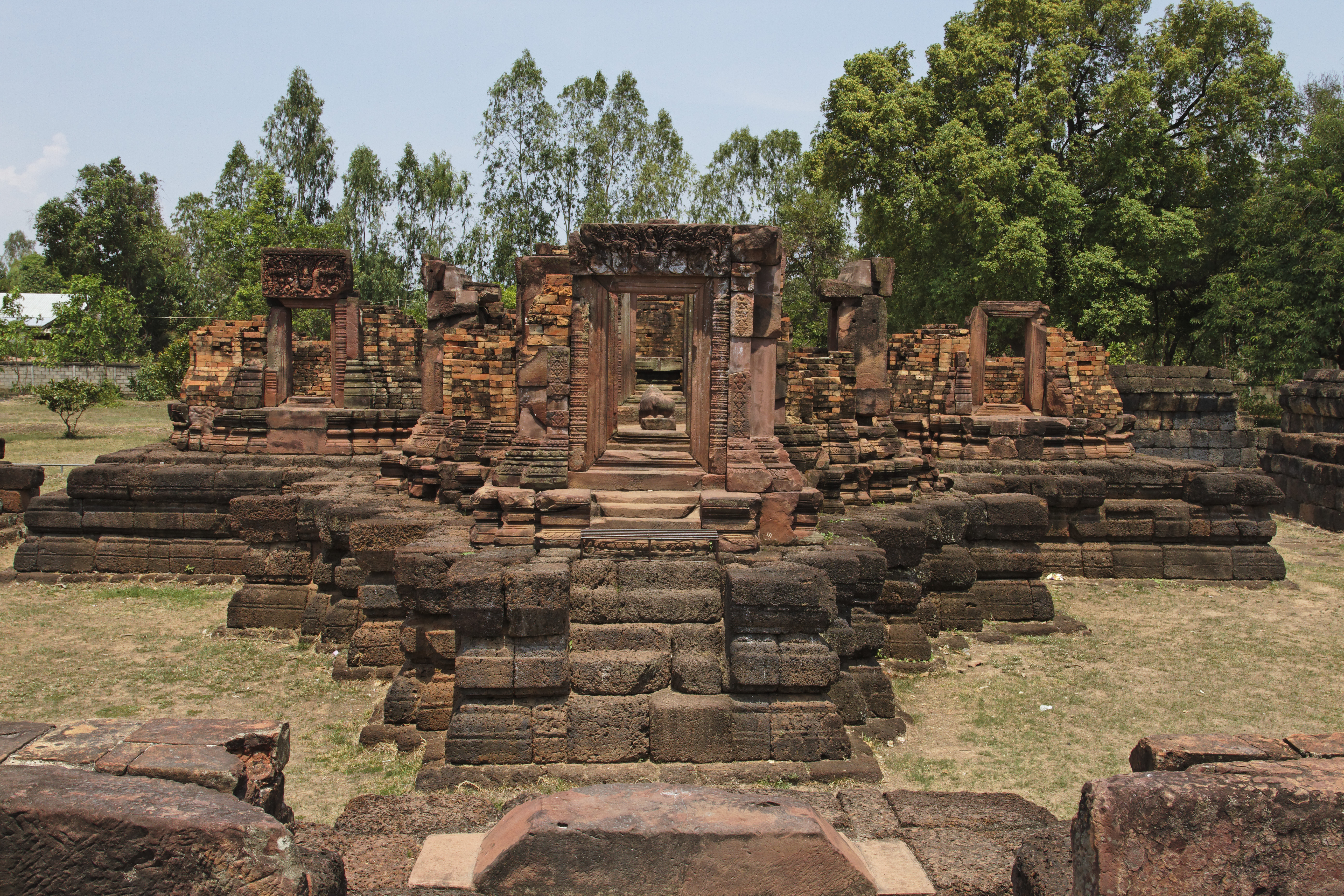
Khmer-Tempelruine Ku Ka Sing

Amphoe Kaset Wisai (Thai: อำเภอ เกษตรวิสัย) ist ein Landkreis (Amphoe – Verwaltungs-Distrikt) im Südwesten der Provinz Roi Et. Die Provinz Roi Et liegt in der Nordostregion von Thailand, dem so genannten Isan.

## Geographie
Amphoe Kaset Wisai grenzt an die folgenden Landkreise (von Norden im Uhrzeigersinn): an die Amphoe Chaturaphak Phiman, Mueang Suang und Suwannaphum in der Provinz Roi Et, an Amphoe Phayakkhaphum Phisai der Provinz Maha Sarakham, an Amphoe Pathum Rat wiederum in Roi Et, sowie an Amphoe Wapi Pathum of Provinz Maha Sarakham.

## Geschichte
Ruinen im Khmer-Stil wie Ku Phon Wit, Ku Ka Sing und Ku Phon Rakhang im Tambon Ku Ka Sing dokumentieren, dass das Gebiet im 12. und 13. Jahrhundert zum Einflussgebiet des Khmer-Reichs von Angkor gehört haben muss.
Der Landkreis hieß ursprünglich Nong Waeng, 1939 wurde er in Kaset Wisai umbenannt.

## Verwaltungseinheiten

### Provinzverwaltung
Der Landkreis Kaset Wisai ist in 13 Tambon („Unterbezirke“ oder „Gemeinden“) eingeteilt, die sich weiter in 174 Muban („Dörfer“) unterteilen.
| Nr.  | Name            | Thai     | Muban | Einw.  |
| ---- | --------------- | -------- | ----- | ------ |
| 01.  | Kaset Wisai     | เกษตรวิสัย | 18    | 16.231 |
| 02.  | Mueang Bua      | เมืองบัว   | 13    | 08.448 |
| 03.  | Lao Luang       | เหล่าหลวง | 15    | 07.197 |
| 04.  | Sing Khok       | สิงห์โคก   | 13    | 07.190 |
| 05.  | Dong Khrang Yai | ดงครั่งใหญ่ | 13    | 06.221 |
| 06.  | Ban Fang        | บ้านฝาง   | 17    | 06.121 |
| 07.  | Nong Waeng      | หนองแวง  | 15    | 07.949 |
| 08.  | Kamphaeng       | กำแพง    | 12    | 06.463 |
| 09.  | Ku Ka Sing      | กู่กาสิงห์   | 13    | 09.318 |
| 010. | Nam Om          | น้ำอ้อม    | 09    | 04.994 |
| 011. | Non Sawang      | โนนสว่าง  | 14    | 05.304 |
| 012. | Thung Thong     | ทุ่งทอง    | 09    | 05.518 |
| 013. | Dong Khrang Noi | ดงครั่งน้อย | 13    | 07.358 |

### Lokalverwaltung
Es gibt drei Kommunen mit „Kleinstadt“-Status (Thesaban Tambon) im Landkreis:
- Ku Ka Sing (Thai: เทศบาลตำบลกู่กาสิงห์) bestehend aus Teilen des Tambon Ku Ka Sing.
- Kaset Wisai (Thai: เทศบาลตำบลเกษตรวิสัย) bestehend aus Teilen des Tambon Kaset Wisai.
- Mueang Bua (Thai: เทศบาลตำบลเมืองบัว) bestehend aus dem kompletten Tambon Mueang Bua.

Außerdem gibt es zwölf „Tambon-Verwaltungsorganisationen“ (องค์การบริหารส่วนตำบล – Tambon Administrative Organizations, TAO):
- Kaset Wisai (Thai: องค์การบริหารส่วนตำบลเกษตรวิสัย) bestehend aus Teilen des Tambon Kaset Wisai.
- Lao Luang (Thai: องค์การบริหารส่วนตำบลเหล่าหลวง) bestehend aus dem kompletten Tambon Lao Luang.
- Sing Khok (Thai: องค์การบริหารส่วนตำบลสิงห์โคก) bestehend aus dem kompletten Tambon Sing Khok.
- Dong Khrang Yai (Thai: องค์การบริหารส่วนตำบลดงครั่งใหญ่) bestehend aus dem kompletten Tambon Dong Khrang Yai.
- Ban Fang (Thai: องค์การบริหารส่วนตำบลบ้านฝาง) bestehend aus dem kompletten Tambon Ban Fang.
- Nong Waeng (Thai: องค์การบริหารส่วนตำบลหนองแวง) bestehend aus dem kompletten Tambon Nong Waeng.
- Kamphaeng (Thai: องค์การบริหารส่วนตำบลกำแพง) bestehend aus dem kompletten Tambon Kamphaeng.
- Ku Ka Sing (Thai: องค์การบริหารส่วนตำบลกู่กาสิงห์) bestehend aus Teilen des Tambon Ku Ka Sing.
- Nam Om (Thai: องค์การบริหารส่วนตำบลน้ำอ้อม) bestehend aus dem kompletten Tambon Nam Om.
- Non Sawang (Thai: องค์การบริหารส่วนตำบลโนนสว่าง) bestehend aus dem kompletten Tambon Non Sawang.
- Thung Thong (Thai: องค์การบริหารส่วนตำบลทุ่งทอง) bestehend aus dem kompletten Tambon Thung Thong.
- Dong Khrang Noi (Thai: องค์การบริหารส่วนตำบลดงครั่งน้อย) bestehend aus dem kompletten Tambon Dong Khrang Noi.